# Río Blanco Agrario
Río Blanco Agrario is een plaats in het departement Cochabamba, Bolivia. De plaats ligt in de gemeente Entre Rios, gelegen in de Carrasco provincie. 
In de gemeente Entre Ríos spreekt 76,6 procent van de bevolking Quechua.

## Bevolking
| Jaar | Populatie |
| ---- | --------- |
| 1992 | 20        |
| 2001 | 830       |
| 2012 | 1.210     |